# Киргизская ящурка
Кирги́зская я́щурка, или ящурка Нико́льского (лат. Eremias nikolskii) — вид ящериц из рода ящурок.

## Внешний вид
Мелкая ящерица, длина её тела не превышает 7,2 см. Хвост в 1,1—1,6 раза длиннее туловища. Нижний носовой щиток не касается межчелюстного или касается его в одной точке. На лобном щитке продольный желобок выражен слабо. Промежуток между рядами бедренных пор занимают 4—6 чешуек. Подглазничный щиток касается края рта. Первая треть хвоста покрыта гладкими чешуйками, остальная часть — слабо ребристыми. Верх серого цвета, с неясно выраженными темными пятнами и светлыми прерывистыми полосками. Низ беловатый или желтоватый.

## Образ жизни
Обитает в долинах рек и ущельях, на высоте до 3000 м. Поселяется среди россыпей камней, по берегам рек, на щебнистых почвах. При опасности укрывается в пустоты под камнями, в норы грызунов и собственные норки. Активна днем. Весной на поверхности появляется в марте. На зимовку уходит в сентябре — октябре. Спаривание с марта по июль. Кладка в мае — июле по 2—4 яйца длиной 1,3—1,6 см. Питается насекомыми и пауками.

## Распространение
Встречается Киргизии, Таджикистане и Узбекистане.

## Паразиты
В желудочно-кишечном тракте киргизской ящурки находили нематод Skrjabinelazia hoffmanni, Spauligodon eremiasi и Thelandros baylisi.